# الدجاجة (كوكبة)
التم أو القُقْنُوس أو كوكبة الدُّجَاجَة (باللاتينية: Cygnus)، هي كوكبة شمالية تقع على مستوى مجرة درب التبانة، وتستمد اسمها من الكلمة اليونانية المعربة التي تعني التَّمّ. تعد الدجاجة من أكثر الكوكبات التي يمكن تمييزها في صيف وخريف نصف الكرة الشمالي، وتتميز بتشكيل نجمي بارز يعرف باسم الصليب الشمالي [الإنجليزية] (على عكس الصليب الجنوبي). كانت الدجاجة من بين الكوكبات الـ 48 التي سجلها عالم الفلك بطليموس في القرن الثاني الميلادي، ولا تزال واحدة من الكوكبات الحديثة الـ 88 المعتمدة في علم الفلك.
تضم الكوكبة النجم (ذنب الدجاجة)، وهو أحد ألمع نجوم السماء وأبعد نجم من الدرجة الأولى [الإنجليزية]. يُعرف أيضًا باسم "نجم الذيل" ويشكل أحد أركان مثلث الصيف، حيث تظهر الكوكبة وكأنها تشير نحو الشرق ضمن هذا التشكيل. كما تحتوي على بعض مصادر الأشعة السينية المهمة، إلى جانب التجمع النجمي العملاق سيجناس OB2 [الإنجليزية]، الذي يضم أحد أكبر النجوم المعروفة حاليًا، وهو إن إم إل الدجاجة.
تحتضن الكوكبة أيضا نظام ثنائي للأشعة السينية يعرف باسم الدجاجة X-1 ويتألف من نجم عملاق وتابع غير مرئي، ويُعتقد أنه أول ثقب أسود تم التعرف عليه على نطاق واسع. وتحتوي العديد من الأنظمة النجمية في الكوكبة على كواكب مكتشفة بفضل مهمة كيبلر، التي ركزت أبحاثها على منطقة تشمل كوكبة الدجاجة.
يضم الجزء الشرقي من الكوكبة جزءًا من جدار هرقل-الإكليل الشمالي العظيم، وهو خيط مجري عملاق يُعتبر أكبر بنية معروفة في الكون المرصود، ويمتد عبر معظم السماء الشمالية.

## التاريخ والأساطير

### في علم الفلك الشرقي والعالمي
في بولينيزيا، كانت كوكبة الدجاجة (سيجنوس) تُعرف غالبًا ككوكبة مستقلة بأسماء مختلفة حسب المنطقة. في تونغا، أُطلق عليها اسم "توولا-لوبي"، بينما سُمِّيت في جزر تواموتو بـ "فانوي-تاي". أما في نيوزيلندا، فكانت تُعرف باسم "مارا-تيا"، وفي جزر الجمعية حملت اسم "بيراي-تيا" أو "تاوروا-إي-تي-هابا-را-مانو". كما عُرفت في جزء آخر من جزر تواموتو باسم "فانوي-رارو".
أما نجم بيتا الدجاجة، فقد كان له اسم خاص في نيوزيلندا، حيث يُعتقد أنه كان يُعرف بـ "ويتو-كاوبو". في حين أن نجم جاما الدجاجة كان يُطلق عليه اسم "فانوي-رونجا" في جزر تواموتو.
على الجانب الآخر، كان نجم الذنب (دينيب) يحمل شهرة واسعة في عالم الفلك الإسلامي، حيث يعود اسمه إلى الكلمة العربية "ذنب"، والتي تعني "ذيل". وقد أُخذ الاسم من عبارة "ذنب الدجاجة"، التي تعني "ذيل الدجاجة".

### في علم الفلك الغربي
ارتبطت كوكبة الدجاجة في الأساطير اليونانية بعدة بجعات أسطورية مختلفة. فقد تنكر زيوس في هيئة بجعة ليغوي ليدا، زوجة الملك الإسبرطي تينداريوس، والتي أنجبت بعد ذلك التوأمين كاستور وبولوكس، وهيلين طروادة، وكليتمنسترا.
كما تحكي الأساطير أن أورفيوس، العازف الشهير، تحول إلى بجعة بعد مقتله، ويقال إنه وُضع في السماء بجانب قيثارته، التي أصبحت تُعرف اليوم باسم كوكبة القيثارة. بالإضافة إلى ذلك، يروى أن رجلاً يُدعى سيجنوس (وهي كلمة تعني "بجعة" في اليونانية) تحول إلى هذا الطائر الذي يحمل اسمه.
ارتبطت الكوكبة في الأساطير الرومانية بالقصة المأساوية لـ فايثون، ابن إله الشمس هيليوس، الذي طلب من والده السماح له بقيادة عربة الشمس ليوم واحد. لكن فايثون فقد السيطرة على العربة، مما اضطر زيوس إلى تدميرها بصاعقة، وسقوط فايثون في نهر إريدانوس.
وفقًا للأسطورة، شعر سيجنوس الليغوري، الذي كان صديق فايثون المقرب أو عشيقه، بحزن شديد، وقضى أيامًا في الغوص في النهر لجمع عظام فايثون لمنحه دفنًا لائقًا. تأثر الآلهة بتفانيه، فكافؤوه بتحويله إلى بجعة ووضعوه بين النجوم ليبقى خالدًا في السماء.